# 1536 год
1536 (ты́сяча пятьсо́т три́дцать шесто́й) год  по юлианскому календарю — високосный год, начинающийся в субботу. Это 1536 год нашей эры, 6‑й год 4‑го десятилетия XVI века 2‑го тысячелетия, 7‑й год 1530‑х годов. Он закончился 489 лет назад.
| Пн | Вт | Ср | Чт | Пт | Сб | Вс |
|    |    |    |    |    | 1  | 2  |
| 3  | 4  | 5  | 6  | 7  | 8  | 9  |
| 10 | 11 | 12 | 13 | 14 | 15 | 16 |
| 17 | 18 | 19 | 20 | 21 | 22 | 23 |
| 24 | 25 | 26 | 27 | 28 | 29 | 30 |
| 31 |    |    |    |    |    |    |

| Пн | Вт | Ср | Чт | Пт | Сб | Вс |
|    | 1  | 2  | 3  | 4  | 5  | 6  |
| 7  | 8  | 9  | 10 | 11 | 12 | 13 |
| 14 | 15 | 16 | 17 | 18 | 19 | 20 |
| 21 | 22 | 23 | 24 | 25 | 26 | 27 |
| 28 | 29 |    |    |    |    |    |

| Пн | Вт | Ср | Чт | Пт | Сб | Вс |
|    |    | 1  | 2  | 3  | 4  | 5  |
| 6  | 7  | 8  | 9  | 10 | 11 | 12 |
| 13 | 14 | 15 | 16 | 17 | 18 | 19 |
| 20 | 21 | 22 | 23 | 24 | 25 | 26 |
| 27 | 28 | 29 | 30 | 31 |    |    |

| Пн | Вт | Ср | Чт | Пт | Сб | Вс |
|    |    |    |    |    | 1  | 2  |
| 3  | 4  | 5  | 6  | 7  | 8  | 9  |
| 10 | 11 | 12 | 13 | 14 | 15 | 16 |
| 17 | 18 | 19 | 20 | 21 | 22 | 23 |
| 24 | 25 | 26 | 27 | 28 | 29 | 30 |

| Пн | Вт | Ср | Чт | Пт | Сб | Вс |
| 1  | 2  | 3  | 4  | 5  | 6  | 7  |
| 8  | 9  | 10 | 11 | 12 | 13 | 14 |
| 15 | 16 | 17 | 18 | 19 | 20 | 21 |
| 22 | 23 | 24 | 25 | 26 | 27 | 28 |
| 29 | 30 | 31 |    |    |    |    |

| Пн | Вт | Ср | Чт | Пт | Сб | Вс |
|    |    |    | 1  | 2  | 3  | 4  |
| 5  | 6  | 7  | 8  | 9  | 10 | 11 |
| 12 | 13 | 14 | 15 | 16 | 17 | 18 |
| 19 | 20 | 21 | 22 | 23 | 24 | 25 |
| 26 | 27 | 28 | 29 | 30 |    |    |

| Пн | Вт | Ср | Чт | Пт | Сб | Вс |
|    |    |    |    |    | 1  | 2  |
| 3  | 4  | 5  | 6  | 7  | 8  | 9  |
| 10 | 11 | 12 | 13 | 14 | 15 | 16 |
| 17 | 18 | 19 | 20 | 21 | 22 | 23 |
| 24 | 25 | 26 | 27 | 28 | 29 | 30 |
| 31 |    |    |    |    |    |    |

| Пн | Вт | Ср | Чт | Пт | Сб | Вс |
|    | 1  | 2  | 3  | 4  | 5  | 6  |
| 7  | 8  | 9  | 10 | 11 | 12 | 13 |
| 14 | 15 | 16 | 17 | 18 | 19 | 20 |
| 21 | 22 | 23 | 24 | 25 | 26 | 27 |
| 28 | 29 | 30 | 31 |    |    |    |

| Пн | Вт | Ср | Чт | Пт | Сб | Вс |
|    |    |    |    | 1  | 2  | 3  |
| 4  | 5  | 6  | 7  | 8  | 9  | 10 |
| 11 | 12 | 13 | 14 | 15 | 16 | 17 |
| 18 | 19 | 20 | 21 | 22 | 23 | 24 |
| 25 | 26 | 27 | 28 | 29 | 30 |    |

| Пн | Вт | Ср | Чт | Пт | Сб | Вс |
|    |    |    |    |    |    | 1  |
| 2  | 3  | 4  | 5  | 6  | 7  | 8  |
| 9  | 10 | 11 | 12 | 13 | 14 | 15 |
| 16 | 17 | 18 | 19 | 20 | 21 | 22 |
| 23 | 24 | 25 | 26 | 27 | 28 | 29 |
| 30 | 31 |    |    |    |    |    |

| Пн | Вт | Ср | Чт | Пт | Сб | Вс |
|    |    | 1  | 2  | 3  | 4  | 5  |
| 6  | 7  | 8  | 9  | 10 | 11 | 12 |
| 13 | 14 | 15 | 16 | 17 | 18 | 19 |
| 20 | 21 | 22 | 23 | 24 | 25 | 26 |
| 27 | 28 | 29 | 30 |    |    |    |

| Пн | Вт | Ср | Чт | Пт | Сб | Вс |
|    |    |    |    | 1  | 2  | 3  |
| 4  | 5  | 6  | 7  | 8  | 9  | 10 |
| 11 | 12 | 13 | 14 | 15 | 16 | 17 |
| 18 | 19 | 20 | 21 | 22 | 23 | 24 |
| 25 | 26 | 27 | 28 | 29 | 30 | 31 |

## События
- 1493—1593 — Столетняя хорватско-османская война. Серия вооружённых конфликтов между Королевством Хорватия и Османской империей[1].
- 1507—1622 — Португало-персидская война. Ряд вооружённых конфликтов между колониалистской Португалией и вассальным Ормузом, с одной стороны, и Сефевидской империей, поддерживаемой англичанами, с другой[2].
- 1511—1641 — Малайско-португальская война. Вооружённый конфликт XVI-XVII веков, в котором Малаккский султанат при поддержке империи Мин, Голландской Ост-Индской компании (с 1607) и Джохора безуспешно сопротивлялся Португальской империи, стремившейся захватить Малакку и установить контроль над торговлей между Индией и Китаем[3].
- 1514—1555 — Турецко-персидская война[4].
- 1526—1543 — пять походов турок против Венгрии.
- 1527—1538 — Венгерская гражданская война[5].
- 1529—1536 — Альваро Нуньес Кавеса де Вака (1490—1564 или 1507-59) первым из европейцев пересек Северную Америку с востока на запад (Великие равнины, бассейн Рио-Гранде).
- 1529—1543 — Адало-эфиопская война[6].

- 1533—1536 — в Дании заканчивается междоусобная борьба за престол («графская распря») между Кристианом II и Кристианом III. Восстание крестьян и горожан под лозунгами реформации во главе с бургомистрами Копенгагена и Мальме. Норвежская знать во главе с епископом Олафом Энгельбректсоном поддерживала Кристиана III.
- 1534—1536 — закончились крестьянско-плебейские восстания в Нидерландах.
- 1534—1536 — закончилась Графская распря[7].
- 1535—1536 — закончилась экспедиция француза Картье. Объявление Канады владением Франции. Открытие реки святого Лаврентия.
- 1535—1536 — закончился поход испанцев во главе с Альмагро в Чили.
- 1536—1537 — началось восстание Благодатное паломничество. Восстание английских католиков под руководством Роберта Аска, начавшееся в Йоркшире, а затем распространившееся в других частях Северной Англии, включая Камберленд, Нортамберленд Дарем и северный Ланкашир[8].
- 1536—1537 — волнения и восстания крестьян в Литве[9].
- 1536—1537 — восстание крестьян Вешвенской, Тельшяйской, Биржиненской, Тверийской и Годигской волостей Жемайтии.
- 1536—1538 — началась Итальянская война[10].

- 14 марта — великий визирь Паргалы Ибрагим-паша был казнён султаном Сулейманом Кануни.
- Апрель — Манко с большой армией подошёл к Куско и осадил город.
- Октябрь — Благодатное паломничество. Народное восстание, начавшееся в Йоркшире, а затем распространившееся в других частях Северной Англии, включая Камберленд, Нортамберленд Дарем и северный Ланкашир[8].
- 1536, 1539 — парламентскими актами в Англии закрыты все монастыри, а их имущество и земли конфискованы королём.
- Заключён франко-османский альянс между Франциском I, королем Франции, и Сулейманом I, султаном Османской империи[11].
- Анна Болейн казнена по обвинению в супружеской неверности.
- Кристиан III добился сдачи Копенгагена и подавил восстание. Реформация в Дании. Секуляризация церковных земель, король стал главой церкви.
- Герцогство Савойя становится графством.
- Присоединение к Швейцарскому союзу Ваадта.
- Сююмбике, дочь будущего бея Ногайской Орды, выданная замуж в 1533 году за казанского хана Джан-Али, овдовев, вторично выходит за муж за нового казанского хана Сафа-Гирея[12].
- Основание Буэнос-Айреса (по другим данным 1535 год).

## Русское государство
Правление: 1533—1538 — Елена Васильевна Глинская при малолетнем 1533—1584 — Иване IV Васильевиче Грозном
- 1536—1544 — осуществлена вторая в истории Русского государства генеральная перепись земель[13].
- 1534—1537 — Русско-литовская война:
  - Февраль—март — неудачная осада Себежа литовско-польским войском[14].
  - В Стародубе, после взятия и сожжения его польско-литовскими войсками в 1535 году, вновь возведены земляные укрепления[15].
- 1536—1537 — четыре набега Казанского ханства на различные территории Русского государства. Разорены окрестности Костромы, Мурома, Галича, Вологды и другие волости[16].
- Январь — казанское войско во главе с Сафа-Гиреем осадили Балахну[17].
- Январь — русское правительство освободило ссыльного Шах-Али[18].
- 20 июня — малолетний Иван Грозный в сопровождении брата Юрия Васильевича, фаворита матери Ивана Фёдоровича Овчины Телепнёва, Ивана Даниловича Пенкова, а также "мамки" Аграфены Фёдоровны Телепнёвой Оболенской отправляется на богомолье в Троице-Сергиев монастырь[19].
- Конец года — русские войска направлены в поход на Казанское ханство[18].
- Пожалованы окольничеством: Воронцов Иван Семёнович Фока[20].
- На службу великому князю выехал родоначальник дворянского рода: Григоровы[21].

### Города и поселения
- Основан Буй — ныне районный центр Костромской области.
- Темников перенесён на современное место[22].
- Впервые в русских летописях упоминается г. Балахна, когда после разорения города казанским ханом Сафа-Гиреем, там была построена крепость (город известен с 1474 года)[23].
- По царскому указу, воеводой Барбашиным Иваном Ивановичем, на старом городище сооружена деревянная крепость Велиж, ставшая стратегическим пунктом в обороне западных границ Русского государства[24].

## Начало правления
См.также: Список глав государств в 1536 году

## Наука и искусство
- Кальвин переехал в Женеву. В Базеле опубликована его работа «Наставление в христианской вере».

## Родились

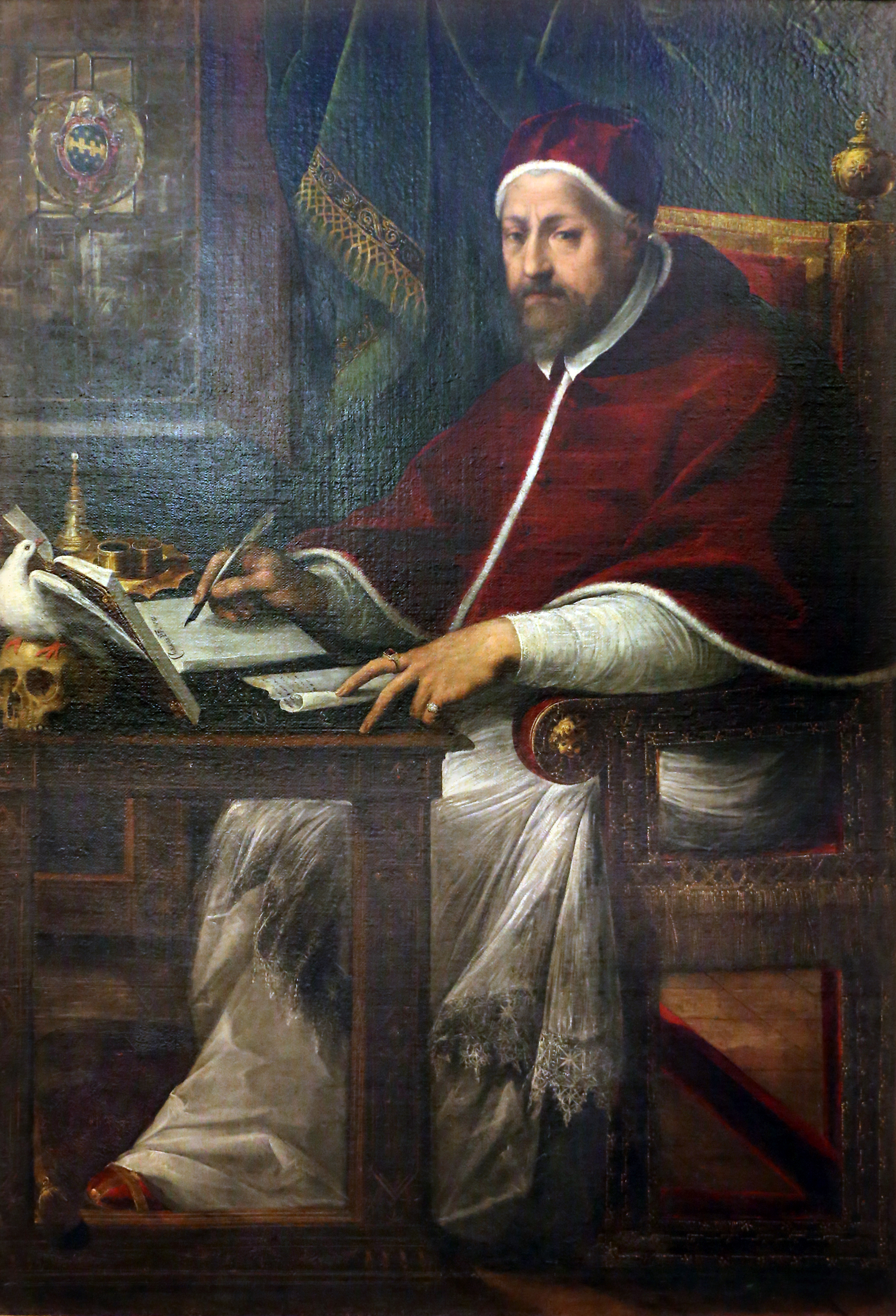
Портрет Климента VIII

См. также: Категория:Родившиеся в 1536 году
- 2 февраля — Пётр Скарга, польский католический теолог, проповедник, первый ректор Виленского университета (ум. 1612).
- Асикага Ёситэру — 13-й сёгун (сэйи-тайсёгун) Японии из рода Асикага.
- Гилфорд Дадли — супруг леди Джейн Грей, английской королевы, правившей всего 9 дней.
- Григорий XIV — папа римский с 5 декабря 1590 по 15 октября 1591.
- Климент VIII — папа римский с 30 января 1592 по 5 марта 1605 года.
- Тоётоми Хидэёси — японский военный и политический деятель, объединитель Японии.

## Скончались

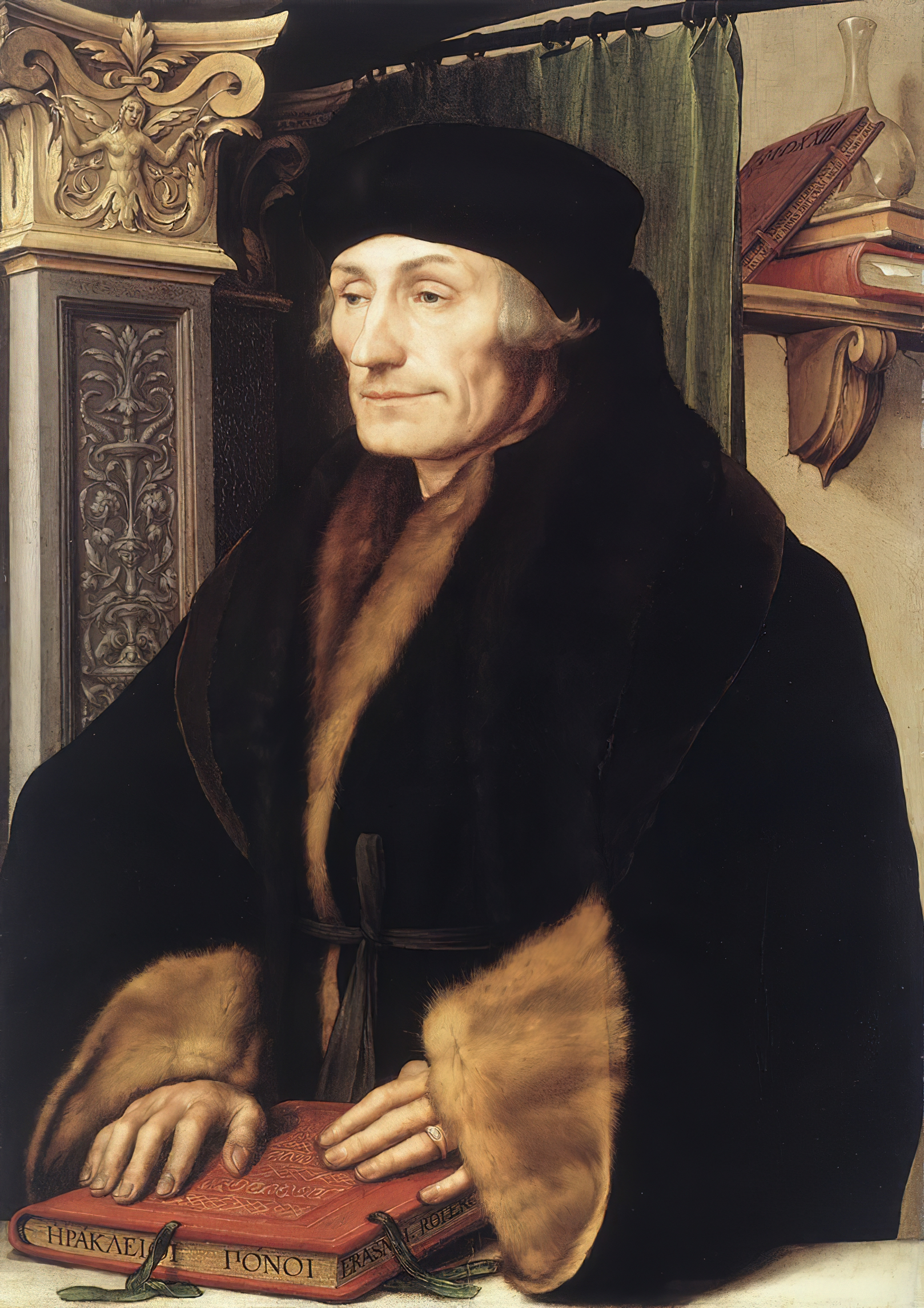
Портрет Эразма Роттердамского

См. также: Категория:Умершие в 1536 году
- 3 августа — Юрий Иванович Дмитровский, умирает в тюрьме, дядя малолетнего Ивана Грозного[19].
- Болейн, Анна — вторая жена (c 25 января 1533 до казни) короля Англии Генриха VIII. Мать Елизаветы I.
- Гарсиласо де ла Вега — испанский поэт.
- Екатерина Арагонская — королева-консорт Англии (1509—1533) младшая дочь основателей испанского государства Фердинанда Арагонского и Изабеллы Кастильской, первая женщина-посол в Европе, первая жена короля Англии Генриха VIII Тюдора, мать королевы Марии I.
- Корнелиус, Генрих — писатель, врач, натурфилософ, алхимик, астролог и адвокат.
- Тиндейл, Уильям — английский учёный-гуманист, протестантский реформатор и переводчик Библии.
- Эразм Роттердамский — один из наиболее выдающихся гуманистов, которого вместе с Иоганном Рейхлином современники называли «двумя очами Германии».
- Ибрагим-паша — Великий Визирь султана Сулеймана I. Был казнён по приказу султана.
- Ярославский, Давыд Данилович Хромой — воевода в времён царя Ивана III.
- Трибуле — придворный шут королей Людовика XII и Франциска I.